# Jakob Larsen (atlet)
 Der er flere personer med dette navn, se Jakob Larsen.
Jakob Larsen (født 1969) var en dansk atlet. Han var medlem af Helsingør IF og Fredensborg AK.

## Danske mesterskaber
- Guld 1990 Længdespring 7,09

Junior -23 år
- Guld 1991 Længdespring -inde 7,03
- Guld 1991 Trespring -inde 14,34

## Personlige rekorder
- Længdespring: 7,09 m